# Medal „Za wyzwolenie Warszawy”
Medal „Za Wyzwolenie Warszawy” (ros. Медаль «За освобождение Варшавы») – radzieckie odznaczenie wojskowe.
Medal „Za Wyzwolenie Warszawy” został ustanowiony dekretem Prezydium Rady Najwyższej ZSRR z 9 czerwca 1945 roku dla nagrodzenia wszystkich bezpośrednich uczestników walk o wyzwolenie Warszawy podczas II wojny światowej. Jednocześnie zatwierdzono regulamin i opis odznaki. 31 sierpnia 1945 roku zatwierdzono zasady nadawania medalu.

## Zasady nadawania
Medal „Za Wyzwolenie Warszawy” zgodnie z regulaminem nadawany był:
- żołnierzom jednostek, związków taktycznych i instytucji Armii Czerwonej, NKWD i NKGB, biorącym bezpośredni udział w walkach o wyzwolenie Warszawy w okresie od 14 do 17 stycznia 1945 roku,
- organizatorom i dowódcom operacji warszawskiej.

Łącznie Medal „Za wyzwolenie Warszawy” otrzymało do 1995 ok. 701 700 osób, w tym żołnierze z 1 Armii Wojska Polskiego.
Dopiero od 1951 medal w razie śmierci odznaczonego pozostawiano rodzinie, bez obowiązku jego zwrotu (podobnie, jak inne radzieckie odznaczenia).

## Opis odznaki
Odznaką Medalu za Wyzwolenia Warszawy jest wykonany z mosiądzu krążek o średnicy 32 mm. Na awersie w dolnej części znajduje się mała pięciopromienna gwiazda, od której rozchodzą się w górę promienie. W górnej części medalu na obrzeżu znajduje się napis po rosyjsku: ЗА ОСВОБОЖДЕНИЕ (pol. „ZA WYZWOLENIE”), a nad gwiazdą, na szarfie przesłaniającej promienie, napis: ВАРШАВЫ (pol. „WARSZAWY”). Na rewersie jest data: 17 / ЯНВАРЯ / 1945 (pol. „17 stycznia 1945”), a powyżej pięciopromienna gwiazda. Przed wyborem, rozpatrzono aż ponad 10 projektów medalu, ostatecznie wybrano projekt malarki Kuricynej.
Medal zawieszony jest na metalowej pięciokątnej baretce obciągniętej wstążką koloru granatowego szerokości 24 mm z szerokim czerwonym paskiem pośrodku (szer. 8 mm) i dwoma wąskimi żółtymi paskami na obrzeżach wstążki.
Medal nosi się na lewej stronie piersi, w kolejności po Medalu „Za wyzwolenie Belgradu”, a przed Medalem „Za wyzwolenie Pragi”.